# Hội chứng Liddle
Hội chứng Liddle, còn được gọi là giả cường aldosteron, là một bệnh di truyền nhiễm sắc thể thường và trội đặc trưng bởi tình trạng tăng huyết áp xuất hiện sớm, thường xuyên kết hợp với giảm hoạt tính renin trong huyết tương, nhiễm kiềm chuyển hoá do giảm kali huyết, và giảm aldosteron. Đây là một trong vài trường hợp mà bệnh được có đặc tính giả cường aldosteron. Tăng huyết áp trong các bệnh nhân có hội chứng này thường bắt đầu từ lúc sơ sinh. Hội chứng Liddle liên quan đến bất thường chức năng thận, với đặc điểm tăng tái hấp thu natri và mất kali qua ống thận, và được trị bằng chế độ ăn thấp natri và sử dụng thuốc lợi tiểu giữ kali (ví dụ: amiloride). Hội chứng này đặc biệt hiếm, với chỉ hơn 30 dòng họ hay ca được báo cáo trên toàn thế giới trong năm 2008.

## Bệnh nguyên
Hội chứng này gây ra bởi tình trạng điều hoà bất thường của kênh natri (ENaC) do đột biến tại locus 16p13-p12. Đột biến trội ở kênh natri khiến cho kênh không đáp ứng đúng với tín hiện từ hệ thống ubiquitin proteasome. Do motif PY trên phân tử protein bị biến mất hay thay đổi làm cho enzyme the E3 ligase (Nedd4) không nhận ra được kênh. Vì thế, có sự tăng hoạt động kênh natri dẫn đến tăng tái hấp thu natri. Hậu quả là tăng huyết áp do tăng thể tích dịch ngoại bào.

Hội chứng Liddle được di truyền theo kiểu trội trên nhiễm sắc thể thường.

## Triệu chứng
Ở trẻ em có hội chứng Liddle thường không có triệu chứng. Hội chứng thường được phát hiện nhờ huyết áp cao trong các kiểm tra ngẫu nhiên. Vì lý do hội chứng rất hiếm nên chỉ được bác sĩ điều trị xét tới khi tăng huyết áp ở trẻ em không đáp ứng với các thuốc giảm huyết áp.
Ở người lớn có thể hiện diện các triệu chứng không đặc hiệu như hạ kali máu, bao gồm cả mệt mỏi, yếu, đánh trống ngực hay yếu cơ (khó thở, táo bón).

## Chẩn đoán
Chẩn đoán tăng huyết áp ở bệnh nhi thường cần tới phân tích điện giải máu và nồng độ aldosterone, cũng như các test khác. Trong bệnh Liddle điển hình, natri huyết thanh thường cao, kali huyết thanh giảm, và bicarbonate huyết thanh tăng. Những dấu hiệu tương tự cũng được phát hiện trong cường aldosteron, một trong vài nguyên nhân hiếm gây tăng huyết áp ở bệnh nhân. Cường aldosteron nguyên phát (còn được biết đến với hội chứng Conn), do tăng tiếng aldostreron bắt nguồn từ khối u tuyến thượng thân hay tăng sản tuyến thượng thận. Nồng độ aldosterone tăng cao trong cường aldosteron, trong khi bình thường trong hội chứng Liddle.
Có thể dùng xét nghiệm về chuỗi gen mã hoá cho kên natri có thể phát hiện các đột biến để chẩn đoán.

## Chữa trị
Bệnh được chữa trị bằng chế độ ăn thấp natri (ít muối) và dùng thuốc lợi tiểu giữa kali có tác dụng block kênh natri trực tiếp. Các thuốc lợi tiểu giữa kali có hiệu quả bao gồm amiloride và triamterene; riêng spironolactone không hiệu quả vì tác dụng của nó là điều hoà aldosterone trong khi hội chứng Liddle không đáp ứng aldosteron.